# Pua novaezealandiae
Genre
Espèce
Pua novaezealandiae, unique représentant du genre Pua, est une espèce d'araignées aranéomorphes de la famille des Anapidae.

## Distribution
Cette espèce est endémique de Nouvelle-Zélande. Elle se rencontre sur l'île du Sud et l'île du Nord.

## Description
Le mâle holotype mesure 0,85 mm et la femelle paratype 0,82 mm.

## Étymologie
Son nom d'espèce lui a été donné en référence au lieu de sa découverte, la Nouvelle-Zélande.

## Publication originale
- Forster, 1959 : The spiders of the family Symphytognathidae. Transactions of the Royal Society of New Zealand, vol. 86, p. 269-329 (texte intégral).